# کارتل مدئین
کارتل مدئین (به اسپانیایی: Cartel de Medellín) شبکه سازمان یافته تأمین‌کننده و قاچاق مواد مخدر ریشه دار در شهر مدئین کلمبیا بود. این کارتل مواد مخدر در تمام طول دهه‌های ۷۰ و ۸۰ میلادی در کلمبیا، بولیوی، پرو، هندوراس، ایالات متحده آمریکا و همچنین کانادا و اروپا فعالیت داشته‌است. این کارتل توسط برادران اوچوا وازکز به نام‌های خورخه لوییس، خوآن دیوید و فابیو به همراهی پابلو اسکوبار و خوزه گونزالو رودریگز گاچا تأسیس و اداره می‌شد. در سال ۱۹۹۳ با تلاش‌های بسیار زیاد گروه لوس په پس، دولت کلمبیا با همکاری کارتل کالی، گروه‌های شبه نظامی راست و دولت ایالات متحده، کارتل مدئین متلاشی و اعضای آن زندانی یا ترور شدند.
در اوج فعالیت‌های این کارتل، هر هفته چندین تن کوکائین به کشورهای مختلف دنیا قاچاق می‌شد. همچنین در مقطع زمانی کارتل مدئین در حدود ۸۴ تا ۹۰ درصد کوکائین آمریکا و ۸۰٪ کوکائین دنیا را تأمین می‌کرد.